# 337 a.C.
Il 337 a.C. (CCCXXXVII a.C. in numeri romani) è un anno  del IV secolo a.C.

## Eventi
- Re Filippo II di Macedonia divorzia da Olimpia e si risposa con una nobile macedone, Cleopatra Euridice: egli vuole un terzo figlio, dato che i due precedenti (Alessandro e Arrideo) soffrono entrambi d'epilessia.
  - Egli dichiara guerra alla Persia.
- Viene formata la Lega Corinzia, che riconosce l'egemonia di Filippo II.
- Inizio del regno di Arses, faraone d'Egitto (terminerà nel 336 a.C.).
- A Roma
  - Consolato di Gaio Sulpicio Longo, e di Publio Elio Peto.
  - Dittatore Gaio Claudio Regillense.

## Nati
- Demetrio I Poliorcete, sovrano macedone antico († 283 a.C.)
- Lucio Cornelio Scipione Barbato, politico e militare romano († 270 a.C.)

## Morti
- Ariobarzane II di Cio
- Shen Buhai, medico cinese (n. 385 a.C.)